# Rejon krzemieńczucki (1939–2020)
Rejon krzemieńczucki (ukr. Кременчуцький район) – jednostka administracyjna w składzie obwodu połtawskiego Ukrainy.
Powstał w 1939. Ma powierzchnię 1200 km² i liczy około 43 tysięcy mieszkańców. Siedzibą władz rejonu jest Krzemieńczuk.
W skład rejonu wchodzi 19 silskich rad, obejmujących 73 wsie.